# 張国紀
張 国紀（ちょう こくき、? - 1644年）は、明末の官僚。天啓帝の皇后張氏の父。

## 経歴
河南省祥符県の人。監生であった。
天啓元年（1621年）4月、妻の陳氏との長女の張氏は選抜して皇后に立てられた。張国紀は正一品錦衣衛左都督となった。婚礼後まもなく、死刑囚の孫二が皇后の実父を自称した。6月、張国紀は激怒して天啓帝に告訴した。2カ月後、孫二は原判決のとおり斬首刑に処され、事件は終息した。その後、権力闘争が激化した頃、この一件がもとで張皇后への非難が続き、「丹山之穴、藍田之種」（父の子種ではなかった）と噂された。さらに張国紀自身に対し、民衆を暴力で虐げることに関して多くの弾劾を受け、死刑囚となった。大学士の李国𣚴（魏忠賢の同郷人）が同情して許しを乞うた。その後、庶民に落とされ郷里へ追放された。
崇禎帝が即位すると、張氏は皇嫂（皇帝の兄嫁）たる懿安皇后と称され、張国紀は復職した。また崇禎3年（1630年）、崇禎帝の長男の朱慈烺が皇太子に封じられ、皇太子の母方の祖父の周奎が嘉定伯に、張国紀も太康伯になった。崇禎年間には、張国紀は人柄が温厚で、気立てがたいへん良いという評判であった。
崇禎17年（1644年）2月、張国紀は2万両の義捐金を崇禎帝に献じて、侯爵となった。しかし3月、息子と共に大順政権に財貨を押収され、過酷な拷問によって刑死した。妻の陳氏も自ら縊死したという。同年8月、張国紀の弟の張国棟と張国祚は残った不動産を全て清朝政府に献上した。

## 伝記資料
- 『明熹宗実録』
- 『崇禎長編』
- 『甲申伝信録』
- 『清世祖実録』